# Pseudapicia
Pseudapicia là một chi bướm đêm thuộc họ Geometridae.